# 龙庙乡
龙庙乡，是中华人民共和国四川省南充市南部县曾经下辖的一个乡。2019年10月，撤销龙庙乡，将其所属行政区域划归河坝镇管辖。

## 行政区划
龙庙乡撤销前下辖以下地区：
文大山村、尖山子村、园通庵村、白鹤湾村、常乐庵村、菩堤垭村、尊圣寺村、六角冲村、大石岩村和高屋基村。